# كيفن همفريز
كيفن همفريز (بالإنجليزية: Kevin Humphreys)‏ هو سياسي أيرلندي، ولد في 4 فبراير 1958 في جمهورية أيرلندا. حزبياً، نشط في حزب العمال (جمهورية أيرلندا). وقد انتخب عضو مجلس الشيوخ من أيرلندا عن دائرة اللجنة الإدارية ‏ وقد انضم خلال فترته النيابية ‏ (8 يونيو 2016 – ) للكتلة البرلمانية حزب العمال (جمهورية أيرلندا) وفي الانتخابات العمومية الأيرلندية 2011 ‏، انتخب نائب دييل عن دائرة جنوب شرق دبلن ‏ وقد انضم خلال فترته النيابية ‏ (9 مارس 2011 – 3 فبراير 2016) للكتلة البرلمانية حزب العمال (جمهورية أيرلندا).

## وصلات خارجية
- الموقع الرسمي